# En nobel Fødselsdagsgave
En nobel Fødselsdagsgave er en dansk stumfilm fra 1916, der er instrueret af Lau Lauritzen Sr. efter manuskript af Johs. Baack.

## Handling
Denne artikel mangler et handlingsreferat. Hjælp os med at skrive det.